# Os Maiores Sucessos
Os Maiores Sucessos é a primeira coletânea da banda musical brasileira Banda Calypso, lançada em julho de 2003 pela Som Livre. A coleção reúne canções de sucesso de seus três primeiros álbuns – Banda Calypso, Ao Vivo e O Ritmo Que Conquistou o Brasil! – e traz, ainda, duas faixas inéditas, sendo elas "Sem Medo de Falar" e "Mil e Uma Noites". Vendeu mais de 400 mil cópias.

## Lista de faixas
| N.º            | Título                 | Compositor(es)               | Duração |  |
| 1.             | "Dançando Calypso"     | Carla Maués Josiel Carvalho  | 3:03    |  |
| 2.             | "Príncipe Encantado"   | Marquinhos Maraial Beto Caju | 3:42    |  |
| 3.             | "Estrela Dourada"      | Marquinhos Maraial Beto Caju | 4:04    |  |
| 4.             | "Odalisca"             | Edílson Moreno               | 3:11    |  |
| 5.             | "Vendaval"             | Adilson Ribeiro              | 2:40    |  |
| 6.             | "Cúmbia do Amor"       | Tonny Brasil                 | 3:54    |  |
| 7.             | "Esperando por Você"   | Tonny Brasil                 | 4:09    |  |
| 8.             | "Dudu"                 | Tonny Brasil                 | 3:57    |  |
| 9.             | "Só Vai Dar Eu e Você" | Beto Barbosa                 | 3:04    |  |
| 10.            | "Senhorita"            | Ximbinha Nilk Oliveira       | 4:04    |  |
| 11.            | "Sem Medo de Falar"    | Aldo Luis                    | 2:50    |  |
| 12.            | "Mil e Uma Noites"     | Jomasan                      | 3:42    |  |
| 13.            | "Fórmula Mágica"       | Tonny Brasil                 | 3:43    |  |
| 14.            | "Maridos e Esposas"    | Chrystian Lima Ivo Lima      | 4:14    |  |
| 15.            | "Como uma Virgem"      | Chrystian Lima Ivo Lima      | 4:08    |  |
| 16.            | "Disse Adeus"          | Ximbinha Tonny Brasil        | 4:02    |  |
| Duração total: | Duração total:         | Duração total:               | 58:27   |  |